# 桂馬
桂馬（けいま）は、将棋の駒の種類の一つ。
本将棋・平安将棋・平安大将棋・小将棋・大将棋・天竺大将棋・摩訶大大将棋・泰将棋・大局将棋に存在する。英語ではチェスのナイトに当たるknightと訳され、略号はN（knight）である。

## 概要
通称は「桂」。駒の名は平安時代当時の貴重品である香料の一種「肉桂」から由来する。本将棋では全ての駒の中で唯一他の駒を飛び越えて敵陣へ進撃できる反面、チェスのナイトと異なり、前2方向にしか進めず後退などが出来ない。主に攻撃を担う駒である。ただし、初期位置にいる場合しばしば防御の要の駒にもなりうる。持ち駒になると他の駒を飛び越せるという性格を活かして、囲いを崩さず敵玉を詰みにしたり効果的な活用がなされる。
成駒である成桂は、金将と同じ動きになり6方向に進めるようになるものの、特徴のある動きが無くなり他の駒を飛び越えることも出来なくなる。このため成、不成は後の戦局にも強い影響を及ぼすため、判断が難しい。本将棋では成れる駒のうち、生駒と成駒とで共通する動きを持たない唯一の駒でもある。ただし、行き所のない駒は禁じ手なので桂馬の不成を選択できるのは、敵陣三段目に限られる（初期位置から移動した場合必ず敵陣三段目に移動する）。一段目（敵陣のもっとも奥）及び二段目に桂馬を打つことはできず、一段目及び二段目に盤上の桂馬を進めた場合は必ず成らなければならない。特に敵陣二段目に打てない（盤上の駒を進めた場合も成らなければならない）のは本将棋ではこの桂馬が唯一である。また、桂馬により王手がされた場合は、飛車（竜王）・角行（竜馬）・香車による離れた場所からの王手とは異なり、合駒により王手を回避することができない。このため、（特に詰将棋において）1枚で玉将を詰ませるといった場面も見られる。
桂馬は歴史的にはチャトランガの馬に相当する駒である。海外の将棋系ゲームでは日本将棋の桂馬に相当する位置に、チャトランガの馬に相当する駒が配置されている。チェスではナイト、シャンチーでは馬・傌、チャンギでは馬、マークルックではマー（馬）が将棋の桂馬およびチャトランガの馬に相当する駒である。しかしチェスからマークルックまでいずれも八方桂の動きとなっており（シャンチーやチャンギではそれぞれ塞馬脚、ミョクと呼ばれる制限がある）、日本将棋の桂馬のみが前2方向のみの動きである。日本将棋の当初の桂馬の動きも、チャトランガの馬が八方桂だったことから、チェスやシャンチー（中国象棋）などと同様に八方桂だったのではないかという説がある。しかし平安将棋では既に前2方向の動きだったと考えられており、チャトランガの馬が前2方向の動きだったのがそのまま将棋の桂馬の動きとなり、チェスやシャンチーなどが変遷を遂げる過程で動きが強化されたという説もある。
桂馬の駒字の表現としては、「桂」の「木」へんは右側が略されて、つくりの「圭」は中央が縦一本につながっているものが多いが、巻菱湖では「木」へんの右側が略されず、鵞堂では「圭」の縦画はつながっていないなどの例外もある。また「馬」の4つの点はそのまま表現されることが多いが、それが一本の棒になっている書体も数は少ないが関根名人書などに見られる。成桂の「金」の崩し文字の表現は、将棋以外の分野での古文書では少ない表現である。

## 格言
桂馬における有名な格言には、次のようなものがある。
- 桂の高跳び歩の餌食（他の駒を飛び越えられる桂馬は敵陣に進入させやすいのだが、まっすぐ前には進めず後戻りもできないので、不用意に進撃させると歩で簡単に取られてしまう。それを戒めた格言である）
- 桂の王手に合駒効かず（桂馬は他の駒を飛び越えられるために、王手をかけられると合駒は効かない。そのため取るか玉を逃がすしかないという格言）
- 桂の不成に好手あり（桂馬が成ると他の駒を飛び越えられなくなるので、元の動きを生かして不成で使うことで好手になる場合がある。より判断の難しい銀将と合わせて「銀桂は成らずに使え」といわれることもある）
- 桂は控えて打て（「控えの桂に好手あり」とも。）
- 桂は銀で受けよ（「桂頭の銀、これ定石なり」とも。相手の桂の頭に銀を打てば、銀の斜め後ろに動ける特徴で跳ねた桂をとることができる）
- 桂頭の玉寄せにくし（桂馬は玉将を追いやすい駒である一方、桂頭に逃げられると銀や角でしか紐を付けた王手ができないほか、今度はその桂が他の駒を打つ邪魔をすることが多いという格言）
- 三桂あって詰まぬことなし（桂馬は間接的に王手をかけることができ、また逃げ場所によっては更に跳ねて王手をかけられることから、3つあれば相手玉を詰ませやすいという格言）
- ふんどしの桂（「ふんどしをかける」とも。 桂による駒の両取りのこと、3つの駒の位置関係が越中ふんどしのような丁字になることから。チェスの「ナイトのフォーク」と同義）

## 本将棋・小将棋

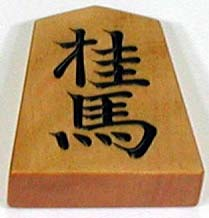
駒の表面

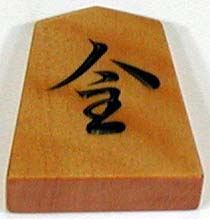
駒の裏面（成桂、金の崩し文字）

桂（けい）と略す。桂馬の成駒を成桂（なりけい）という。成桂の英語名称はpromoted knightで略号は+N。将棋駒の活字がない環境で、一字表記を行う場合はしばしば「圭」と表示される。また、桂馬の駒の裏に彫られている字は「金」を崩した文字である（成ると金将と同じ動きになるため）。

## 駒の動き
| 表示  | 動きの解説                       |
| ----- | -------------------------------- |
| ○     | 当該マスへ移動可                 |
| ｜    | マス数の制限なく縦方向へ移動可   |
| ―     | マス数の制限なく横方向へ移動可   |
| ＼ ／ | マス数の制限なく斜め方向へ移動可 |
| ☆     | 当該マスへ移動可(駒の飛び越え可) |
| 00    | 移動不可                         |

### 本将棋・小将棋
| ☆ |    | ☆ |
|   |    |   |
|   | 桂 |   |

| ○ | ○  | ○ |
| ○ | 圭 | ○ |
|   | ○  |   |

### 大将棋・摩訶大大将棋・泰将棋・平安将棋・平安大将棋
成ると金将。成っていない状態では盤面の一部のマス目にしか到達できない。
大将棋では、仮に不成のまま敵陣1段目まで進んだ場合は行き所のない駒となる。
摩訶大大将棋・泰将棋では、成るのは敵駒を取った場合のみなので、成っていない状態で盤の奥から2段目（初期配置から移動して2段目に到達することはあっても最も奥の段に到達することはない）まで進むと、完全に行き所のない駒になってしまう。
|  | ☆ |       | ☆ |  |
|  |   |       |   |  |
|  |   | 桂 馬 |   |  |
|  |   |       |   |  |
|  |   |       |   |  |

|  |   |       |   |  |
|  | ○ | ○     | ○ |  |
|  | ○ | 金 将 | ○ |  |
|  |   | ○     |   |  |
|  |   |       |   |  |

### 天竺大将棋・大局将棋
成ると横兵。成っていない状態では盤面の一部のマス目にしか到達できない。仮に不成のまま天竺大将棋では敵陣2段目、大局将棋では敵陣1段目（それぞれ初期配置から不成のまま移動を続けると最終的に必ずその段に到達する）まで進んだ場合は行き所のない駒となる。
|  | ☆ |       | ☆ |  |
|  |   |       |   |  |
|  |   | 桂 馬 |   |  |
|  |   |       |   |  |
|  |   |       |   |  |

|   |   | ○     |   |   |
|   |   | ○     |   |   |
| ─ | ─ | 横 兵 | ─ | ─ |
|   |   | ○     |   |   |
|   |   |       |   |   |

## ゲーム一般
斜めに飛ぶ特徴的な動きが、他のボードゲーム、コンピュータゲームでも用語として使われることがある。しばしば「桂馬飛び」とも。例えば、囲碁でちょうど桂馬の移動のように、相手の石から縦2目、横1目（または縦1目、横2目）離れたところに石を打つことを「ケイマ」「ケイマガカリ」とよぶ。